# ETX (폼 팩터)

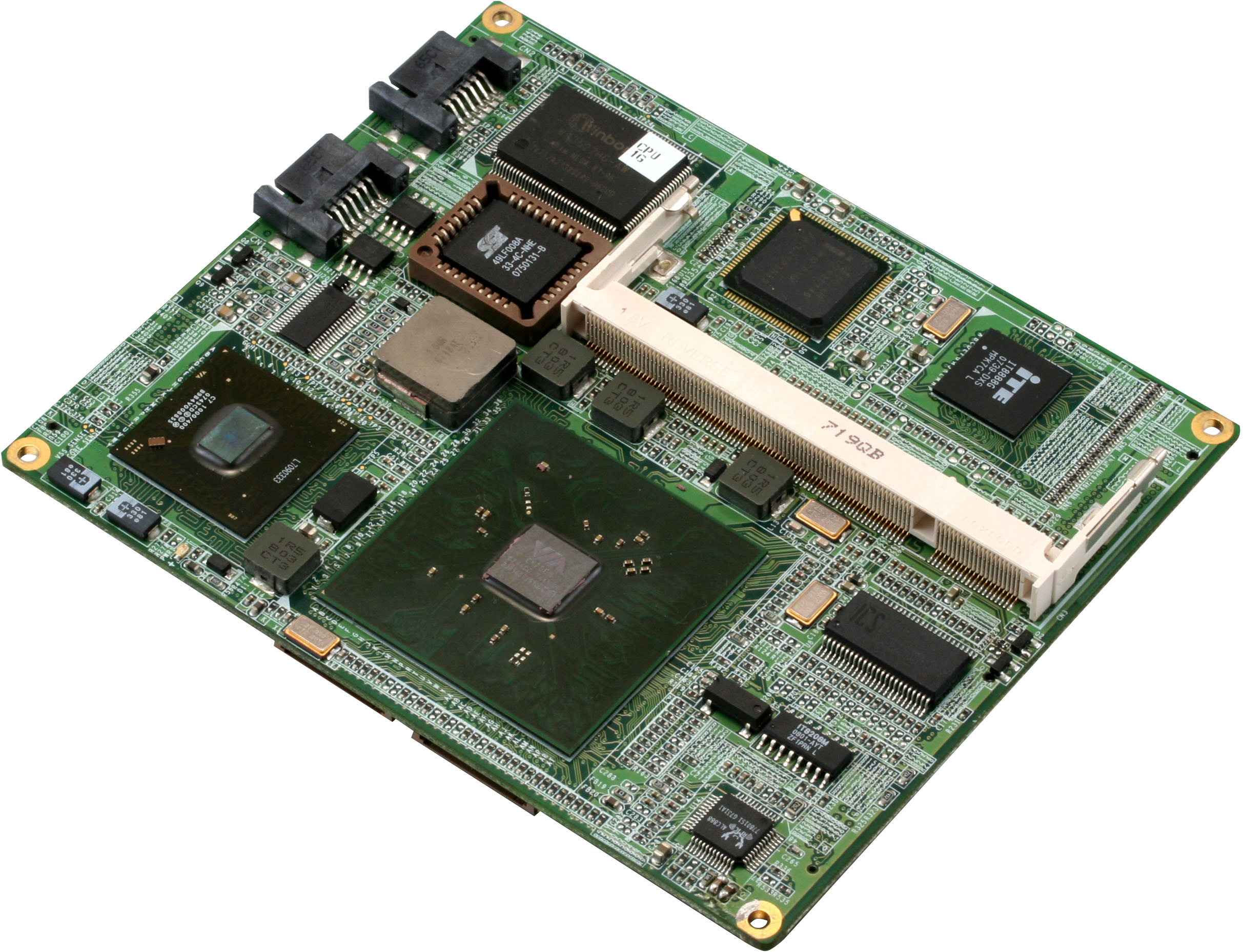
에이온의 ETX 모듈 CX700M

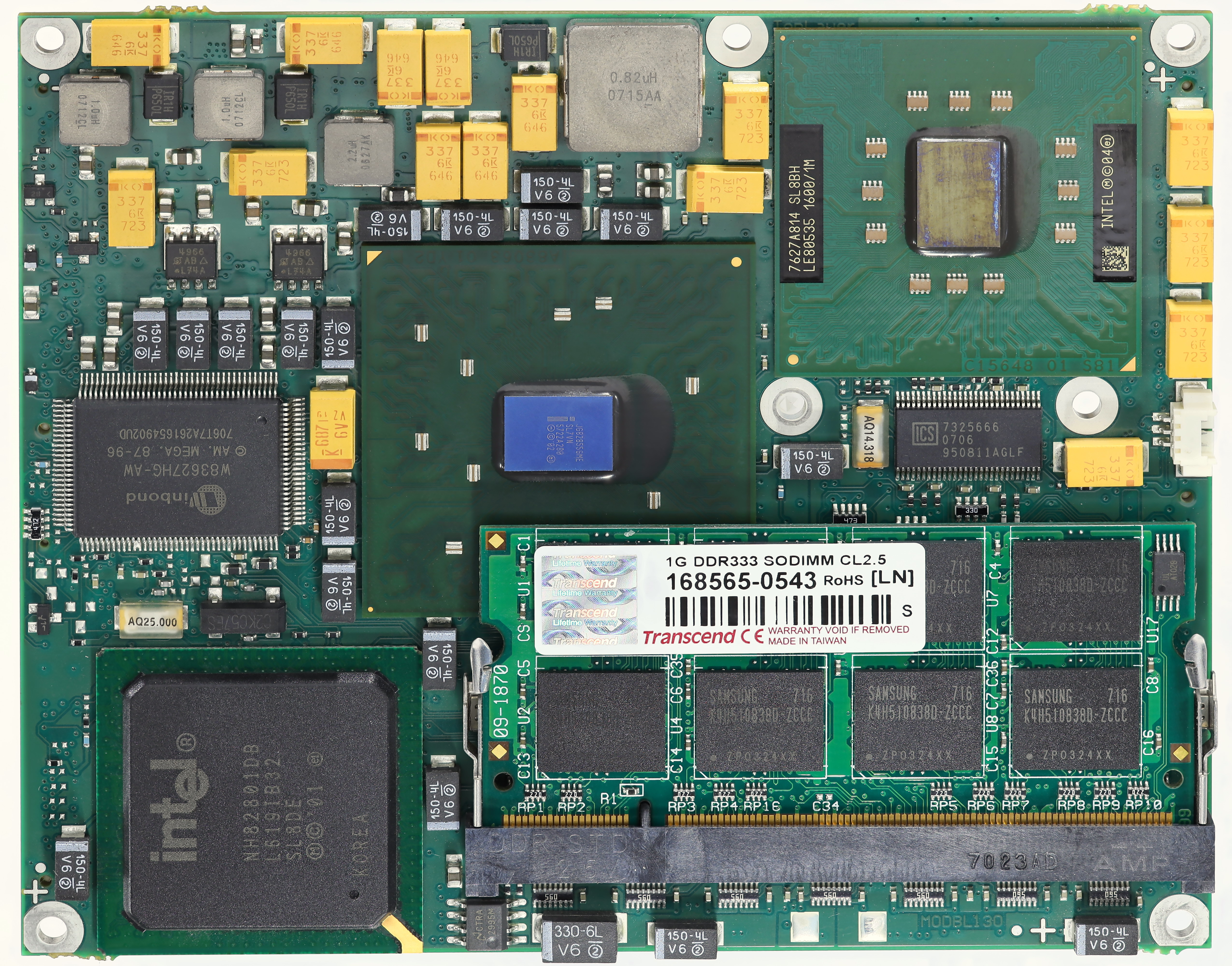
콘트론 ETX-PM16 상단 보기

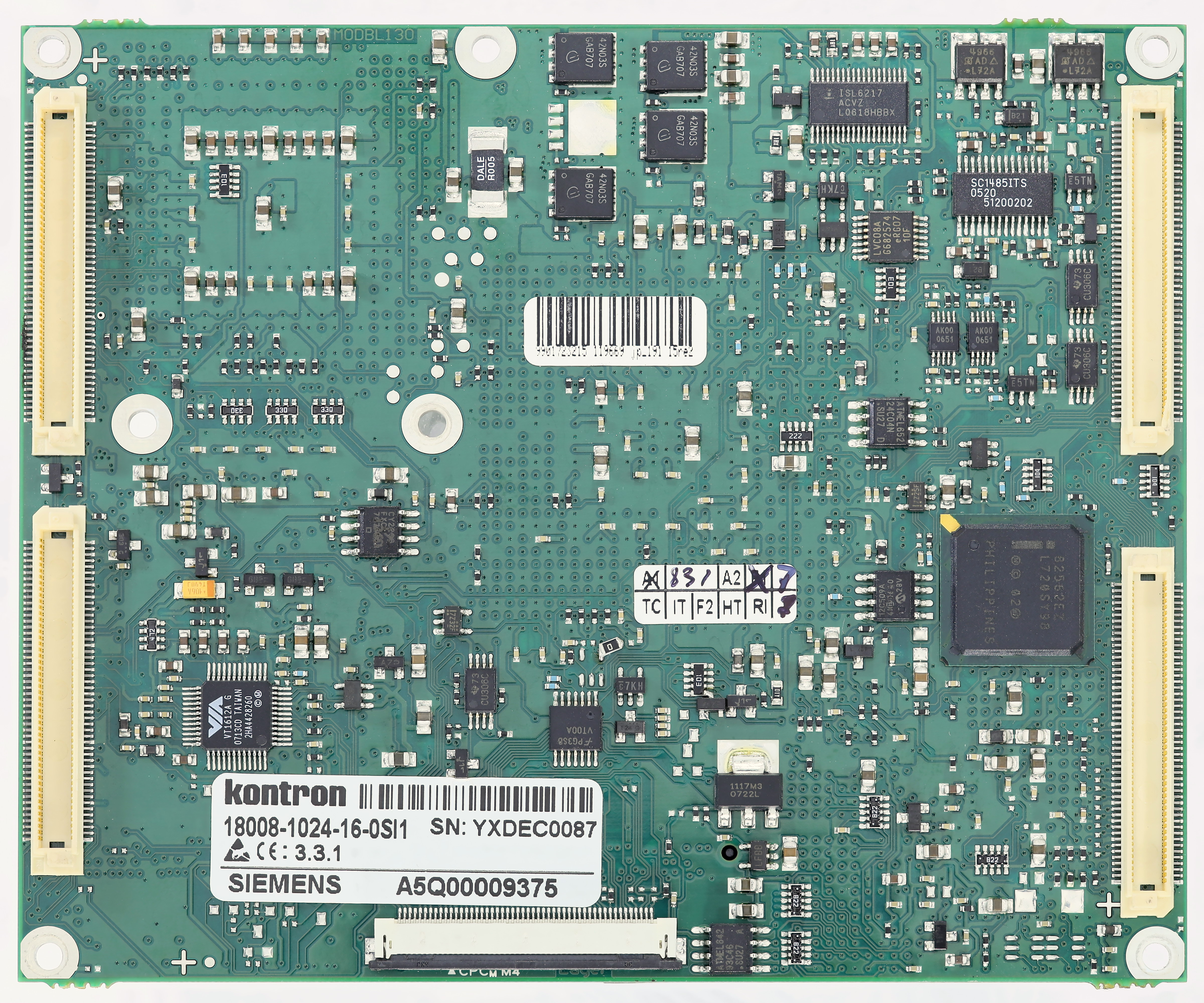
커넥터가 있는 콘트론 ETX-PM16 하단 보기

ETX는 임베디드 기술 확장(Embedded Technology eXtended)의 약자로, 집적 회로 부품처럼 디자인 애플리케이션에 사용할 수 있는 통합된 소형 95 × 125 mm (3.7 × 4.9 in) 컴퓨터 온 모듈 (COM) 폼 팩터이다. 각 ETX COM은 핵심 CPU 및 메모리 기능, PC/AT의 공통 I/O (직렬, 병렬 등), USB, 오디오, 그래픽 및 이더넷을 통합한다. 모든 I/O 신호와 ISA 버스 및 PCI 버스의 완벽한 구현은 모듈 하단의 4개의 고밀도 저단 커넥터에 매핑된다.
ETX 보드는 AMD 지오드, VIA, 인텔 아톰, 펜티엄, 셀러론, 코어 듀오 프로세서와 함께 사용할 수 있다.
XTX는 ETX 표준에 대해 75% 핀 호환 업그레이드 경로를 제공한다. XTX는 ISA 버스를 제거하고 PCI 익스프레스, 직렬 ATA, LPC를 추가한다.
COM 익스프레스는 2005년 PICMG에서 출시되었다.

## 역사
임베디드 기술 확장(ETX) 사양은 2000년대 초 콘트론 (구 *JUMPtec)에서 처음 개발했다.
2006년 4월, ETX 산업 그룹 회원들은 다음 세대 ETX 3.0 사양을 발표했다. ETX 산업 그룹은 ETX에 대한 지식 교환을 위해 활동하는 독립적인 회사 연합이다. 멤버십은 ETX 모듈을 개발하고 생산하는 회사에 개방되어 있다. 회원사에는 Kontron Embedded Modules GmbH, congatec AG, Advantech, MSC Vertriebs GmbH,  ADLINK Technology Inc., Avalue Technology Inc., SECO Srl, Arbor Technology Corp., Axiomtek Co., Blue Chip Technology, AAEON Technology Inc., AEWIN Technologies IBase, Honeywell – CMSS 및 Portwell이 포함된다.

### 3.0 사양
ETX 3.0 사양은 크기가 95 × 114 mm (3.7 × 4.4 인치)인 소형 폼 팩터이다. 이는 기존 ETX 표준을 확장하고 두 개의 직렬 ATA (SATA) 인터페이스를 추가한다. 이는 ETX 핀 지정을 변경하지 않고 이루어지므로, 새로운 모듈은 이전 버전과 핀-투-핀 호환된다.
ETX 3.0 사양에 따라 설계된 모듈은 X4 근처의 CPU 모듈 상단에 설계된 두 개의 슬림 라인 커넥터를 통해 두 개의 SATA 포트를 통합한다. 모듈 또는 캐리어 보드 ETX 커넥터는 더 빠른 SATA 하드 드라이브를 사용하기 위해 아무런 변경도 필요하지 않다.
필수 기능:
- 커넥터 X1: PCI 버스, USB 오디오
- 커넥터 X2: ISA 버스
- 커넥터 X3: VGA, LCD, 비디오, COM 1, COM2, LPT/플로피, IrDA, 마우스, 키보드
- 커넥터 X4: IDE 1, IDE 2, 이더넷, 기타
- SATA: 상단 커넥터를 통한 두 개의 포트 (버전 3.0부터)